# Società Sportiva Napoli
La Società Sportiva Napoli, meglio nota come S.S. Napoli o Sportiva Napoli, fu una società calcistica italiana con sede nella città di Napoli.

## Storia
Nel dicembre 1907 nacque la Società Sportiva Napoli, su iniziativa della polisportiva Virtus Partenopea nonché dei fratelli Eugenio e Gennaro Matacena, proprietari di una trattoria al vico Tre Re a Toledo, nel cuore dei Quartieri Spagnoli. La sede fu alla Salita Tarsia 127 e il primo presidente fu Alfredo Fermariello.
Il 24 maggio 1908 perse con il Naples la finale del campionato di Terza Categoria.
Nel novembre 1911 il sodalizio risultava già scomparso. Nel dicembre 1914 risorse e fu affiliato nuovamente in FIGC. La sede della nuova società era in Via Latilla 18, con presidente Alessandro Joima.

## Colori
La Sportiva Napoli indossava una maglia a strisce rossonere.

## Stadi
La squadra giocava al Campo di Marte.

## Allenatori e presidenti
- 1907-1911 -  Alfredo Fermariello
- 1914 -  Alessandro Joima

## Palmarès

### Altri piazzamenti
- Terza Categoria:

Secondo posto: 1909-1910 (girone napoletano)

## Statistiche e record

### Partecipazione ai campionati
| Livello | Categoria       | Partecipazioni | Debutto | Ultima stagione | Totale |
| ------- | --------------- | -------------- | ------- | --------------- | ------ |
| 3º      | Terza Categoria | 4              | 1908    | 1910-1911       | 4      |